# Фермер

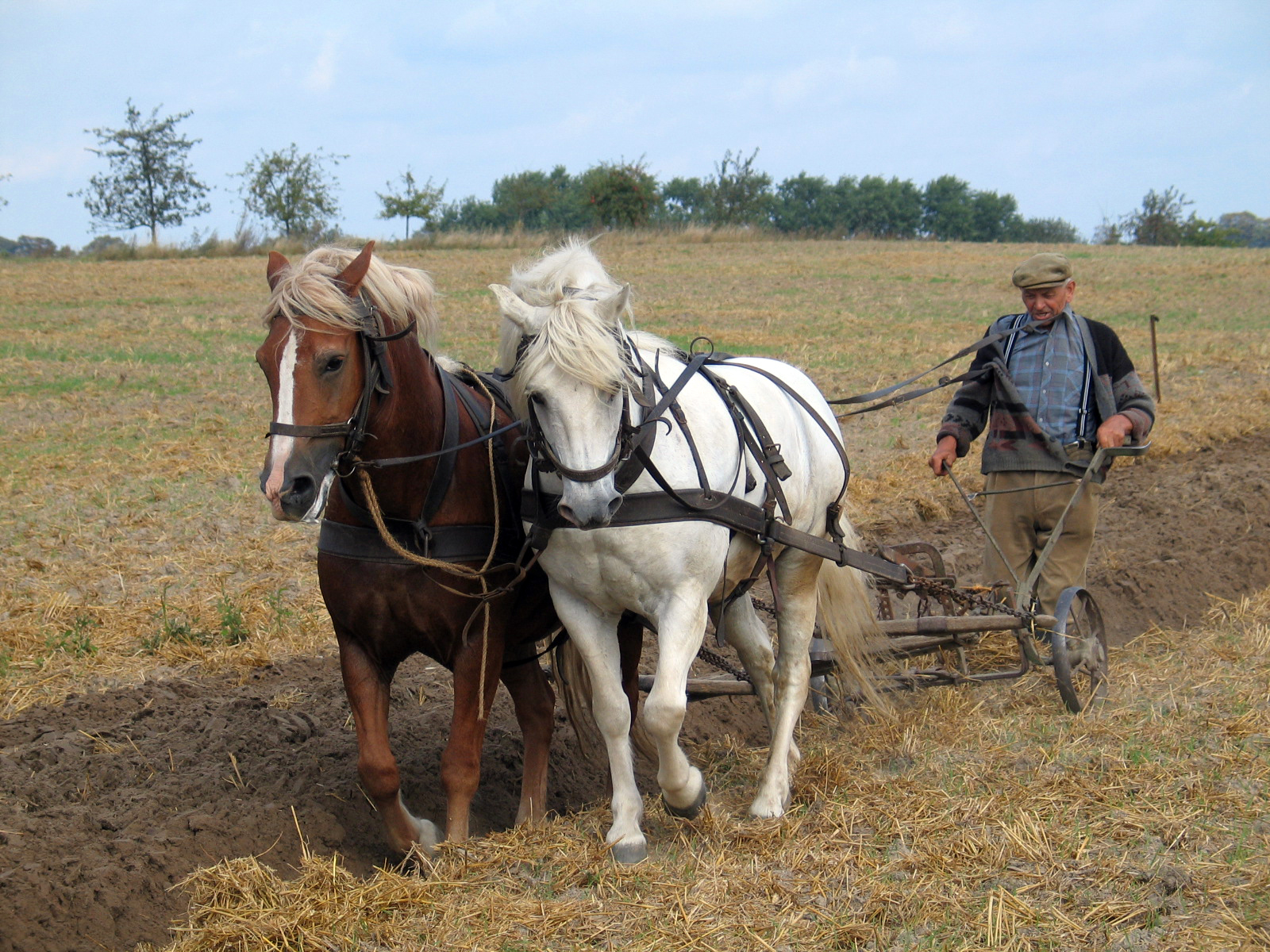
Вспахивание плугом в хозяйстве в Германии

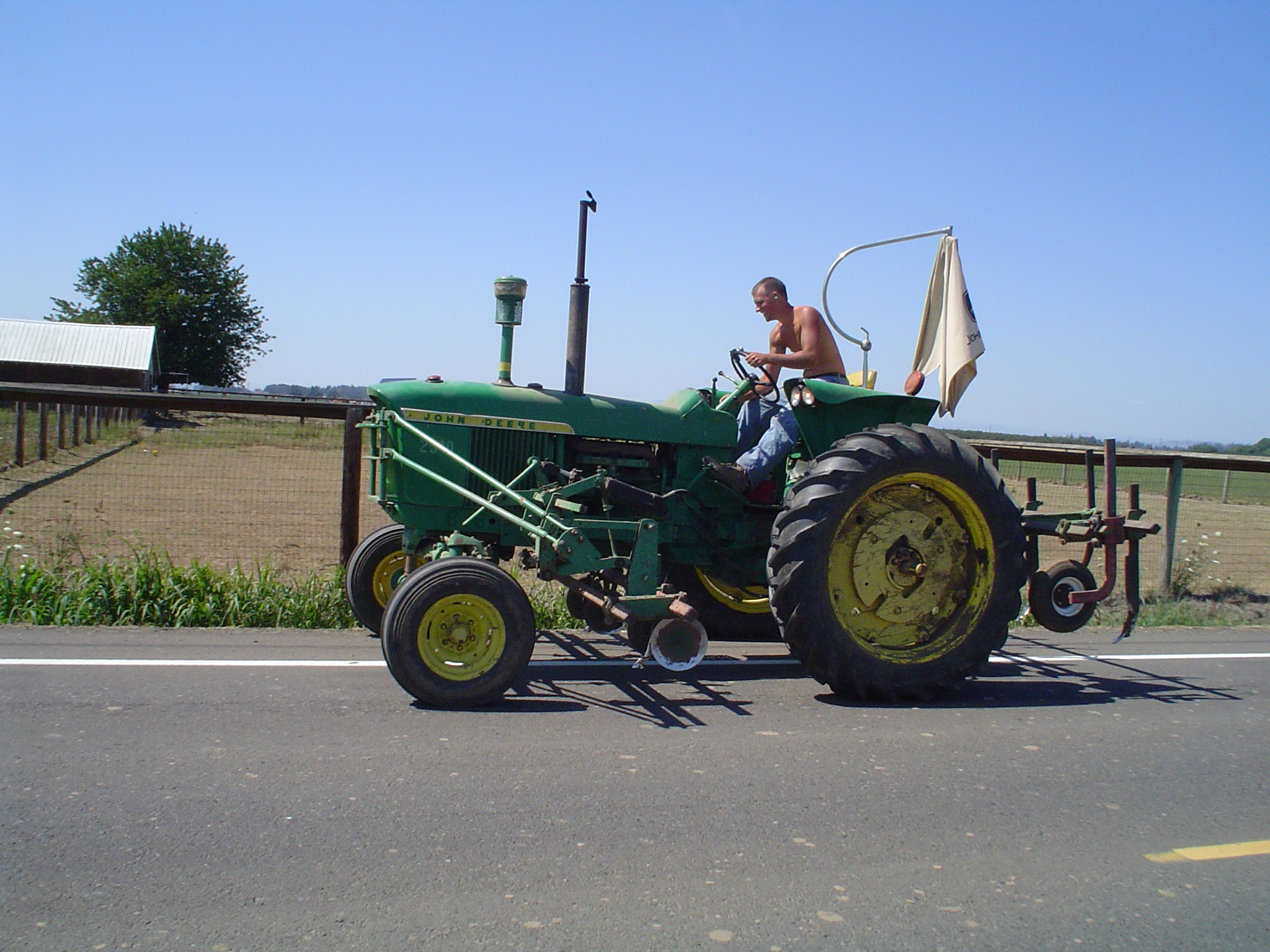
Фермер из штата Орегон, США

Фермер (англ. farmer) — предприниматель, владеющий землёй или арендующий её, и занимающийся на ней сельским хозяйством. Также существуют фермеры, занимающиеся лесным хозяйством, в том числе и в России.
В отличие от крестьянина в узком смысле слова (в традиционном обществе), фермер ориентируется на рыночный спрос и ведёт полностью товарное хозяйство.

## История
В странах, где производилась колонизация или захват у туземного населения свободных земель (США, Канада, Австралия, Новая Зеландия), хозяйства фермеров получили наиболее раннее и полное развитие.
В Великобритании хозяйства фермеров появились раньше, чем в других странах Западной Европы, став преобладающей формой производства в сельском хозяйстве. Эти хозяйства возникли главным образом на арендованной земле, поскольку крестьянская земельная собственность в XVII веке была полностью ликвидирована в результате огораживаний.
В связи с капиталистической конкуренцией наблюдалась тенденция к укрупнению хозяйств фермеров (см. таблицу).
| Страна         | Средний размер одной фермы в 1974 году | Сравнительная оценка                             |
| -------------- | -------------------------------------- | ------------------------------------------------ |
| США            | 180 га                                 | (в 1940 — 70 га, в 1910 — 55 га)                 |
| Великобритания | 50 га (1973)                           | (в 1960 — 32 га)                                 |
| Франция        | 23 га                                  | (в 1956 — 14 га)                                 |
| Дания, Швеция  | 22 га                                  | (в 1951 — 15 га и в 1956 — 13 га соответственно) |
| ФРГ            | 13 га                                  | (в 1950 — 8 га)                                  |
| Нидерланды     | 14 га                                  | (в 1950 — 10 га)                                 |

### История в России
История развития фермерства в России связана с реформами Петра Аркадьевича Столыпина в 1907—1908 годах. С этого времени крепкие крестьянские хозяйства становились массовым явлением. На рубеже XIX—XX веков потребность в ускорении капиталистического развития стала проявляться особенно отчётливо. Период с 1905—1907 гг. показал неразрешённость аграрного и других насущных вопросов тогдашней России. 10 мая 1907 года Столыпин выступил с изложением правительственной концепции решения аграрного вопроса. Конкретные меры аграрной реформы Столыпина заключались в том, что каждый домохозяин, владеющий надельной землёй на общинном праве, мог в любое время требовать закрепления за собой в личную собственность причитающейся ему части земли. Более того, закон разрешил ему оставлять за собой излишки, если он за них заплатил общине по более низкой выкупной цене. Для успешного завершения начатых Столыпиным реформ необходимо было 20 лет внутреннего и внешнего покоя для России. Его реформы проходили в условиях внутренней нестабильности, многочисленных крестьянских бунтов. С началом Первой мировой войны все они были приостановлены, а затем полностью ликвидированы революцией 1917 года.

## Современность
В Канаде после окончания Второй мировой войны число занятых в сельском хозяйстве постоянно уменьшается в связи с повышением производительности труда и оттоку рабочей силы в города: в 1946 году в сельском хозяйстве было занято 1,2 миллиона канадцев, к 1976 году меньше 0,5 миллионов, а в начале 2002 года всего 313 тысяч человек. Канадское сельское хозяйство может прокормить 100 миллионов человек.
В современных США 67 % сельскохозяйственной продукции производят 69 тыс. крупных товарных ферм (36 % от общего числа ферм).
26 тыс. (14 % общего числа) ферм производят продукции на 1 млн долларов и более, что в целом составляет 42 % от сельскохозяйственной продукции и 42 % от земельных площадей. Мелкие фермы, которые производят 1,5 % продукции на 14 % земельных площадей, составляют 50 % от общего числа ферм.

В начале XXI века было отмечено резкое укрупнение ферм, что позволило внедрить новые технологии минимальной обработки почвы (вывод сельхозмашин на поля только два раза в год — осенью и весной). При этом наблюдалось увеличение мощности сельскохозяйственной техники: средняя мощность трактора в 2000-е годы составляла 450 л.с. (достигая 800 л. с.), тогда как в 1980-е и 1990-е годы она составляла 150 л. с. 24-рядные сеялки вытесняют 12-рядные, что позволяет фермерам сократить затраты на единицу продукции.
И. А. Бенедиктов отмечал, что хотя доход с единицы площади у мелких ферм выше, чем у крупных, достигаются такие показатели гораздо большими затратами труда: «Это объясняется тем, что мелкие фермы лишены возможности широко применять механизацию работ и вынуждены выполнять многие процессы вручную».

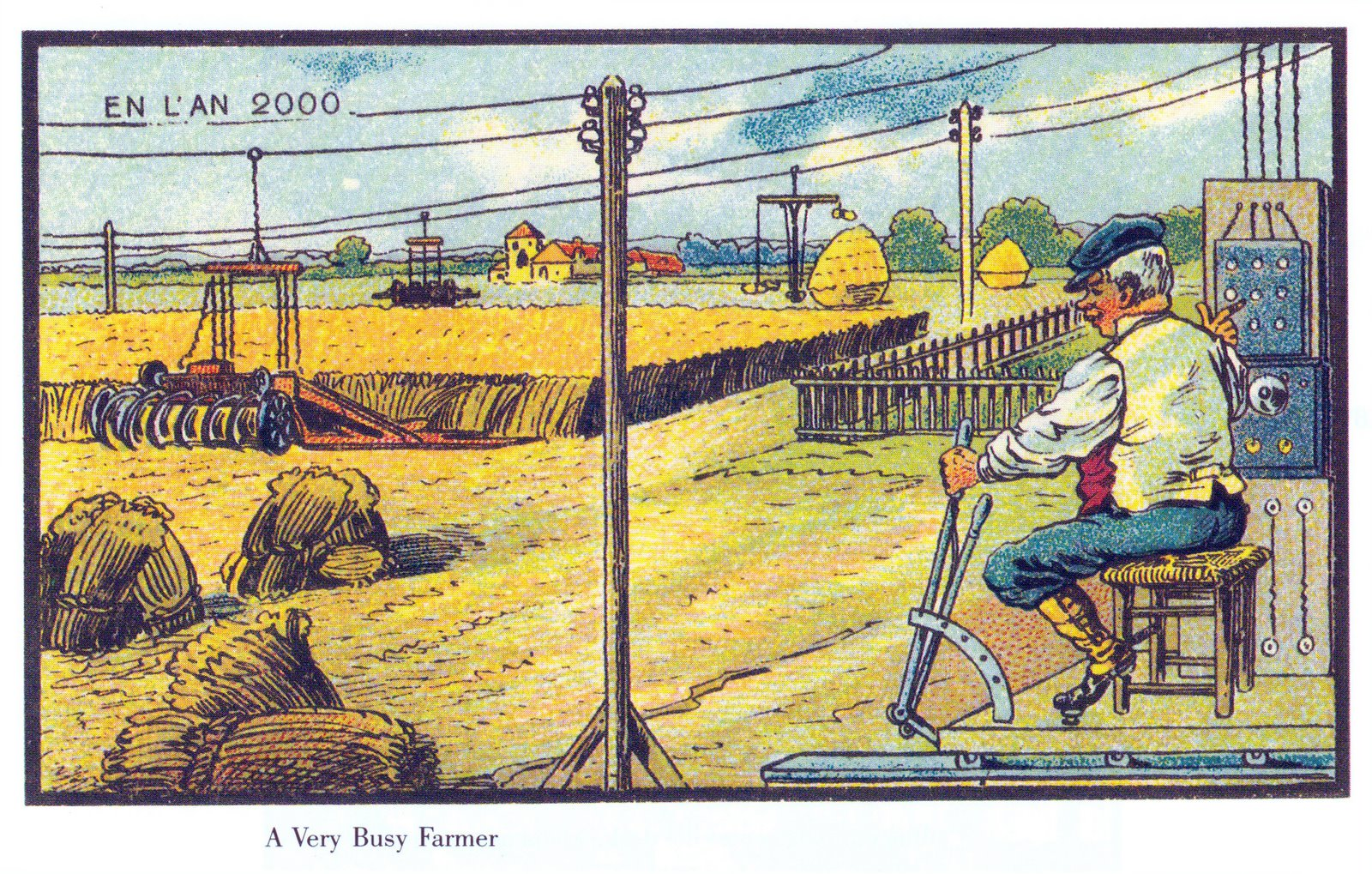
Фермер будущего. Французская открытка 1900 года

По данным властей Европейского Союза (ЕС) в период с 2003 по 2010 год количество фермерских хозяйств в Европе сократилось на 20 %.
В Ирландии с 2003 по 2007 год количество ферм снизилось на 4,5 %. Более одного миллиона малых фермерских хозяйств объединились в более крупные формирования и кооперативы.
В 2003 году в Европе было зарегистрировано более 15 млн ферм, количество которых к 2010 г. снизилось до 12 млн.
По данным на 2010 год в Румынии было зафиксировано самое большое количество фермерских хозяйств, около 3,9 млн, что составляет 32 % от общего количества ферм в ЕС.
На втором месте расположилась Италия, в которой в 2010 год было зарегистрировано 1,6 млн ферм (13,5 %), затем идёт Польша (1,5 млн ферм, 12,5 %) и Испания (1 млн ферм).
Греция, Венгрия и Франция завершили список стран-лидеров ЕС по количеству фермерских хозяйств.
Самое значительное сокращение количестве фермерских хозяйств в 2010 году было зафиксировано в Эстонии (-46,6 %), Болгарии (-44,2 %), Латвии (-34,4 %) и Польше (-30,7 %).
По состоянию на 2010 год, самыми большими являются фермы в Чехии, где средняя площадь фермерского хозяйств составляет 152 га. Далее по списку идут Великобритания (79 га), Дания (65 га), Люксембург (59 га), Германия (56 га) и Франция (53 га). Самые маленькие фермы расположены на Мальте (1 га), Кипре и в Румынии (3 га), Греции и Словении (6 га).

### В России
В 1989 году высшие органы государственной власти СССР, в том числе I съезд народных депутатов, сняли политический запрет с частной семейной формы ведения товарного сельского хозяйства.
Началась активная работа над законодательным оформлением политической воли власти к проведению коренных экономических перемен.
Повсеместно стали возникать первые фермерские хозяйства с различным правовым статусом.
23 января 1990 году в Москве проходил I Всероссийский съезд частных крестьянских хозяйств, на котором присутствовало 314 делегатов из 57 регионов. На съезде принято решение о создании Ассоциации крестьянских (фермерских) хозяйств и сельскохозяйственных кооперативов России (АККОР).
К 1994 году в России было зарегистрировано около 280 тысяч крестьянских (фермерских) хозяйств.
В 2009 году в Москве состоялся XX съезд АККОР.
За 10 лет (с 1999 по 2009 гг.)сбор зерновых в крестьянско-фермерских хозяйствах (КФХ) увеличился в 4 раза и вырос до 21 % общероссийского сбора зерна. Производство подсолнечника увеличилось в 4 раза, картофеля — в 4,6, овощей — в 5,1 раза. Поголовье крупного рогатого скота выросло в 2,3 раза, свиней — в 2 раза, коз и овец — в 7,3 раза.
В целом в период с 1999 по 2009 год темпы роста в 4,3 раза были выше, чем по отрасли в целом.
В 2011 году в Москве на регулярной основе стали работать ярмарки выходного дня.
Современные фермеры в России получили возможность реализовывать свою продукцию без посредников, а также получать бесплатно торговые места на ярмарках.
Начиная с 2015 года 50 % торговых мест на ярмарках выходного дня предоставляются физическим лицам (фермерам, садоводам, огородникам), самостоятельно производящим сельскохозяйственную продукцию.
Остальные места распределяются между индивидуальными предпринимателями и юридическими лицами.
В результате, доля частных фермеров, садоводов и огородников на ярмарках выходного дня в 2015 году увеличилась с 20 % до 50 %.
Помимо ярмарок выходного дня фермерская продукция представлена на рынках и региональных ярмарках Москвы.